# كريس أتكينز
كريس أتكينز (بالإنجليزية: Chris Atkins)‏ هو صحفي ومنتج أفلام ومخرج بريطاني، ولد في 1976.

## وصلات خارجية
- كريس أتكينز على موقع IMDb (الإنجليزية)
- كريس أتكينز على موقع قاعدة بيانات الفيلم (الإنجليزية)